# Henri François Chavoix
Pour les articles homonymes, voir Chavoix.
Henri Jean Georges François Chavoix, né le 28 janvier 1844 à Excideuil (Dordogne) et mort le 28 mars 1928 à Paris, est un homme politique français.

## Biographie
Neveu de Jean-Baptiste Chavoix, ancien député, il est notaire à Excideuil. Il succède à son oncle comme député de la Dordogne, en 1881. Il est député de 1881 à 1889, de 1890 à 1898, de 1902 à 1910 et de 1914 à 1919. Il siège d'abord à l'Union républicaine, puis à la Gauche radicale. Il est spécialiste des questions relatives aux chemins de fer, et est souvent rapporteur. Il est élu conseiller général du canton d'Hautefort en 1885.

## Sources
- « Henri François Chavoix », dans Adolphe Robert et Gaston Cougny, Dictionnaire des parlementaires français, Edgar Bourloton, 1889-1891 [détail de l’édition]
- « Henri François Chavoix », dans le Dictionnaire des parlementaires français (1889-1940), sous la direction de Jean Jolly, PUF, 1960 [détail de l’édition]